# Лебедев, Алексей Матвеевич
Алексей Матвеевич Лебедев (1881, с. Ирининское, Московская губерния, Российская империя — 17 февраля 1953, Москва, СССР) — русский журналист, редактор, главный редактор и издатель, педагог; специалист по методике преподавания русского языка в русской и национальной школе.

## Биография
Уроженец Московской губернии. Окончил «высшее учебное заведение» Вифанскую духовную семинарию и Московскую Духовную Академию в Москве, 
ещё студентом попробовал себя в сфере педагогической журналистики.
Направлен в 1906 году исполнять обязанности учителя Ярославской мужской гимназии имени Александра I Благословенного и находился на этом посту до 1917 года. В разное время совмещал преподавание русского языка и словесности, а также классное наставничество с проведением занятий по истории, по методике русского языка в VIII, педагогическом, классе женской гимназии и на краткосрочных учительских курсах, заведовал ученической библиотекой в гимназии. Сотрудник ярославской газеты «Голос», выступал как публицист−исследователь. Занимался организацией творческих мероприятий, входил в комиссию по устройству детских дачных колоний обществом «Молодая жизнь», читал открытые лекции. В 1911 году издал свою первую книгу — «В помощь изучающему родную литературу», представлявшую примерный перечень лучших произведений русских писателей и критиков.
В 1914 году начал издавать и редактировать научно-методический журнал «Родной язык в школе» (ныне называется «Русский язык в школе»). В 1917 году переехал в Москву, продолжил там издание журнала, сделавшегося в 1922 году регулярным. Оставался его ответственным редактором до 1928 года.
Последние годы жизни работал в Академии педагогических наук.

Образование по существу своему должно всесторонне, 
гармонически развивать человеческую личность. Что же у нас? 
 Мы переживаем поистине трагическое время: 
 о духе забыли, все стремятся только получить диплом, 
 при помощи которого легче потеплее устроиться в жизни… А. М. Лебедев